# Batalla de Guadarrama
Se conoce con el nombre de batalla de Guadarrama a la primera campaña militar de la guerra civil española que tuvo lugar en la última semana de julio y principios de agosto de 1936 y en la que se enfrentaron las columnas del bando sublevado enviadas por el general Mola desde la submeseta norte y Navarra para atravesar los puertos de montaña de la sierra de Guadarrama y llegar desde el norte a Madrid y las columnas del bando republicano que había salido de la capital para intentar impedirlo y que estaban compuestas por milicianos y por tropas de las unidades militares que habían sido disueltas por orden del gobierno para evitar que se pudieran sumar a la sublevación. Los gubernamentales tuvieron éxito y las tropas rebeldes no consiguieron atravesar los puertos de montaña por lo que el frente norte de Madrid quedó así estabilizado hasta el final de la guerra.

## Antecedentes
El plan del general Emilio Mola, "el Director" del golpe de Estado militar que pretendía acabar con el gobierno del Frente Popular, era un levantamiento coordinado de todas las guarniciones comprometidas, que implantarían el estado de guerra en sus demarcaciones, comenzando por el Ejército de África. Como Mola preveía que en Madrid era difícil que el golpe triunfase por sí solo (la sublevación en la capital estaría al mando del general Fanjul), estaba previsto que desde el norte una columna dirigida por el propio Mola se dirigiera hacia Madrid para apoyar el levantamiento de la guarnición de la capital. Y por si todo eso fallaba también estaba planeado que el general Franco, después de sublevar las islas Canarias se dirigiría desde allí al Protectorado de Marruecos a bordo del avión Dragon Rapide, para ponerse al frente de las tropas coloniales, cruzar el estrecho de Gibraltar y avanzar sobre Madrid, desde el sur y desde el oeste.

## Desarrollo de las operaciones

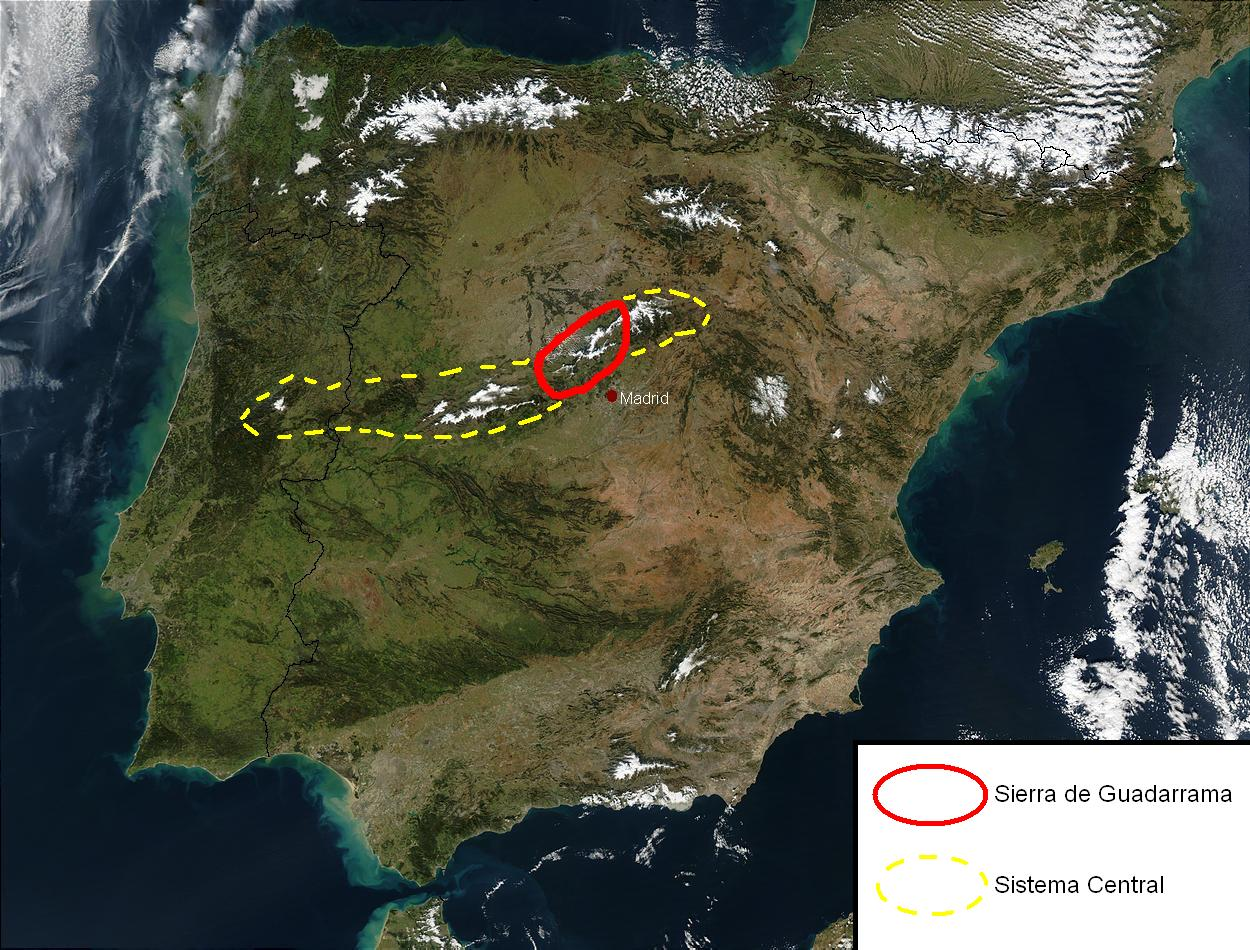
Ubicación de la Sierra de Guadarrama en la península ibérica.

El mismo domingo 19 de julio en que el general Emilio Mola se hizo con el control de Navarra tras proclamar el estado de guerra, envió hacia el sur al coronel García Escámez al frente de una columna compuesta por tropas y por dos compañías de requetés y una de falangistas para que apoyaran el golpe en Guadalajara. Pero la columna de Escámez se entretuvo en Logroño asegurando el triunfo de la rebelión en esa ciudad y cuando estaba a unos 30 kilómetros de su objetivo, a la altura de Sigüenza, se enteró de que en Guadalajara el golpe ya había fracasado y que estaba en manos de las fuerzas gubernamentales que habían acudido desde Madrid.
Entonces el coronel García Escámez decidió dirigirse al puerto de Somosierra, que constituye el paso más oriental desde la Meseta Norte hacia Madrid que atraviesa la sierra de Guadarrama. Allí se encontró con un grupo de monárquicos de Madrid —entre ellos los jóvenes Joaquín Satrústegui y Carlos Miralles— que estaban defendiendo el túnel del ferrocarril frente a las fuerzas gubernamentales que habían tomado Guadalajara. El miércoles 22 de julio la columna de Escámez consiguió asegurarse el dominio del puerto, vital para el avance hacia Madrid. Por su parte, desde Burgos partió una columna al mando del coronel José Gistau, compuesta por fuerzas locales de infantería, artillería y voluntarios. Gistau, temiendo la acción de la aviación republicana, permaneció detenido en Cerezo de Abajo y no auxilió a las fuerzas de la pequeña columna Miralles. Finalmente, ante la presión enemiga, la columna Gistau se retiró hacia posiciones de retaguardia.
A medianoche del martes 21 de julio, salió de Valladolid "en medio de escenas de indescriptible entusiasmo", otra columna rebelde compuesta por dos o tres centenares de hombres mandada por el coronel Serrador, un militar que había participado en el fracasado golpe de Estado de 1932 del general Sanjurjo, con la misión de ocupar el otro puerto importante de la sierra de Guadarrama, el Alto del León, situado al oeste del de Somosierra. En la columna del coronel Serrador participaban falangistas entre los que destacaba Onésimo Redondo, fundador de las JONS —el grupo fascista que se unió a la Falange Española de José Antonio Primo de Rivera en 1934—, liberado recientemente de la cárcel de Ávila —otro miembro de la columna era el joven dirigente falangista vallisoletano José Antonio Girón—. El mediodía del 22 de julio llegaron a San Rafael y al comenzar a ascender el puerto se encontraron con que el Alto del León ya había sido ocupado por un grupo de milicianos procedentes de Madrid al mando del coronel Enrique del Castillo Miguel. Tras intensos combates en los que falleció en circunstancias no aclaradas el coronel Enrique del Castillo, el 25 de julio las tropas sublevadas se hicieron con el Alto del León.
Sin embargo, las columnas de Escámez y de Serrador no avanzaron hacia Madrid por falta de municiones y se parapetaron en los puertos preparándose para resistir el ataque de las fuerzas republicanas, con lo que su situación se hizo desesperada en los días siguientes, hasta que por fin llegaron las municiones que había enviado el general Franco desde Andalucía al general Mola.

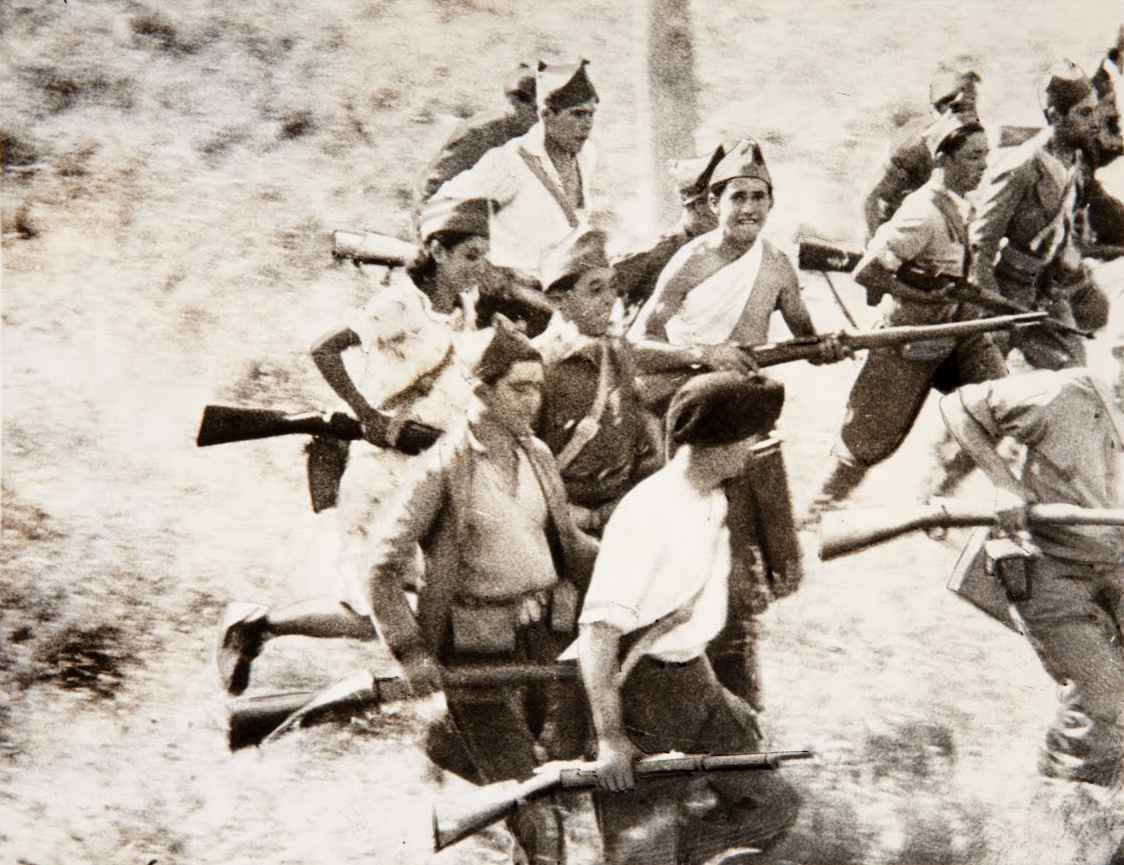
Instantánea de varios milicianos republicanos atacando una posición rebelde en el Frente de la Sierra. Verano de 1936.

Una columna gubernamental al mando del coronel Mangada salió de Madrid en dirección a Ávila para intentar aislar por la retaguardia a las fuerzas rebeldes que ocupaban el Alto del León. En su avance Mangada conquistó varios pueblos en los que la guardia civil se había sumado al golpe pero no pasó de Navalperal de Pinares a 20 kilómetros de su objetivo, temeroso de perder la comunicación con Madrid y quedar aislado —la propaganda de los sublevados atribuyó esa decisión a la "intervención" de la Santa Teresa de Ávila que había engañado a Mangada diciéndole que Ávila estaba «llena de hombres armados»—. Su avance había intentado ser detenido por una columna al mando del comandante de la guardia civil Lisardo Doval, muy conocido por haber dirigido la brutal represión que siguió a la derrota de la Revolución de Asturias. El fracaso de Doval le dio a Mangada una gran reputación que le proporcionó el ascenso a general y que sus hombres lo llevaran en paseo triunfal por Madrid. Todo ello a pesar de que no había cumplido su misión de tomar Ávila.
Las columnas de milicianos y de soldados voluntarios que intentaron desalojar a las tropas rebeldes del puerto de Somosierra estaban al mando de los hermanos del "héroe de Jaca" Francisco Galán, teniente de la guardia civil, y José María Galán, teniente de carabineros, junto con destacados dirigentes de la CNT de Madrid, como Cipriano Mera o Teodoro Mora. El capitán de aviación González Gil organizó el llamado Batallón «Octubre» con obreros de la industria aeronáutica, entre otros. La idea de poner al mando de las columnas de milicianos a oficiales profesionales leales, o que al menos asesoraran a sus jefes, fue del general José Riquelme, que tenía el mando de las tropas de Madrid y de la I División Orgánica.

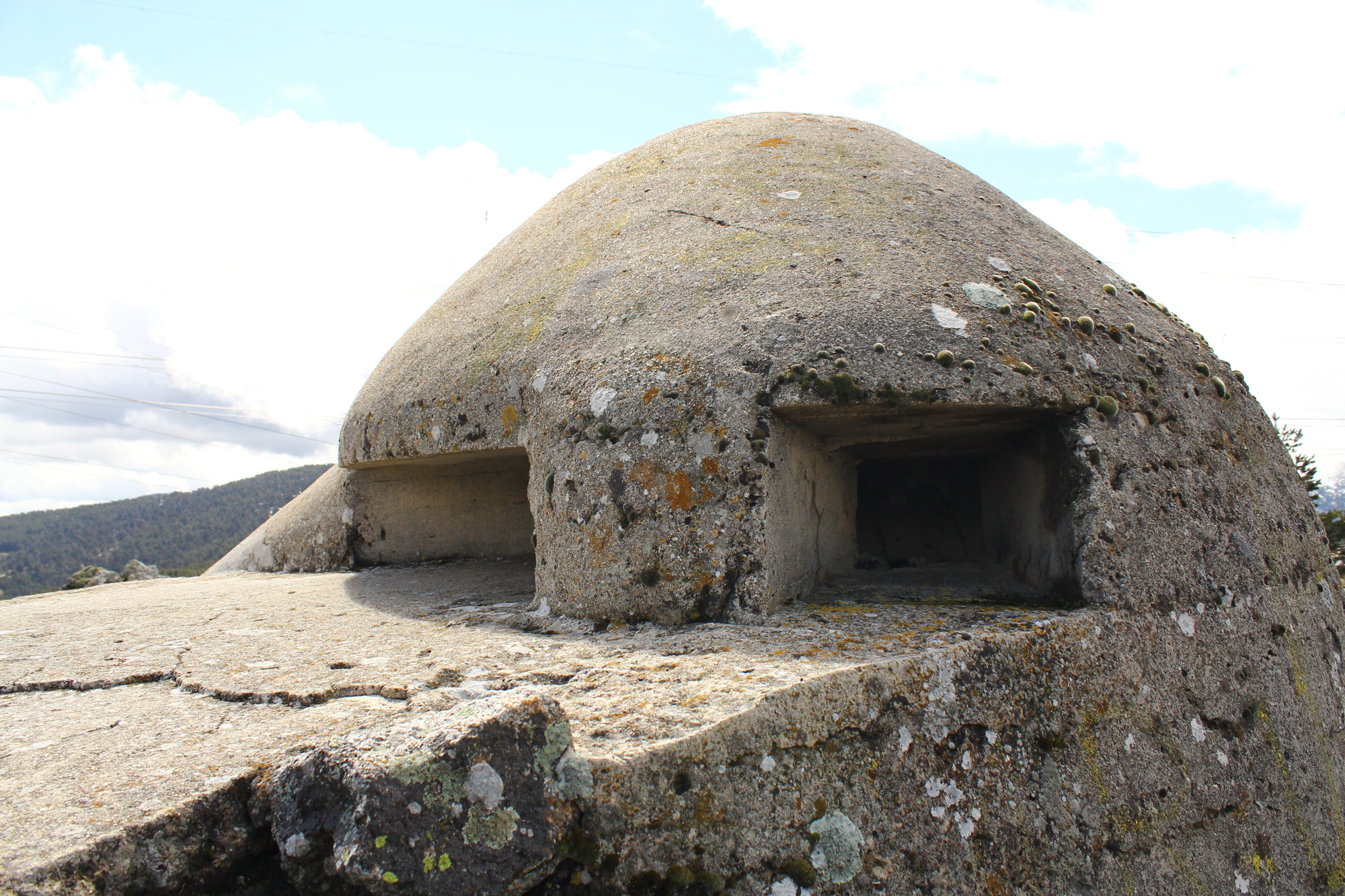
Búnker de guerra en el Alto del León.

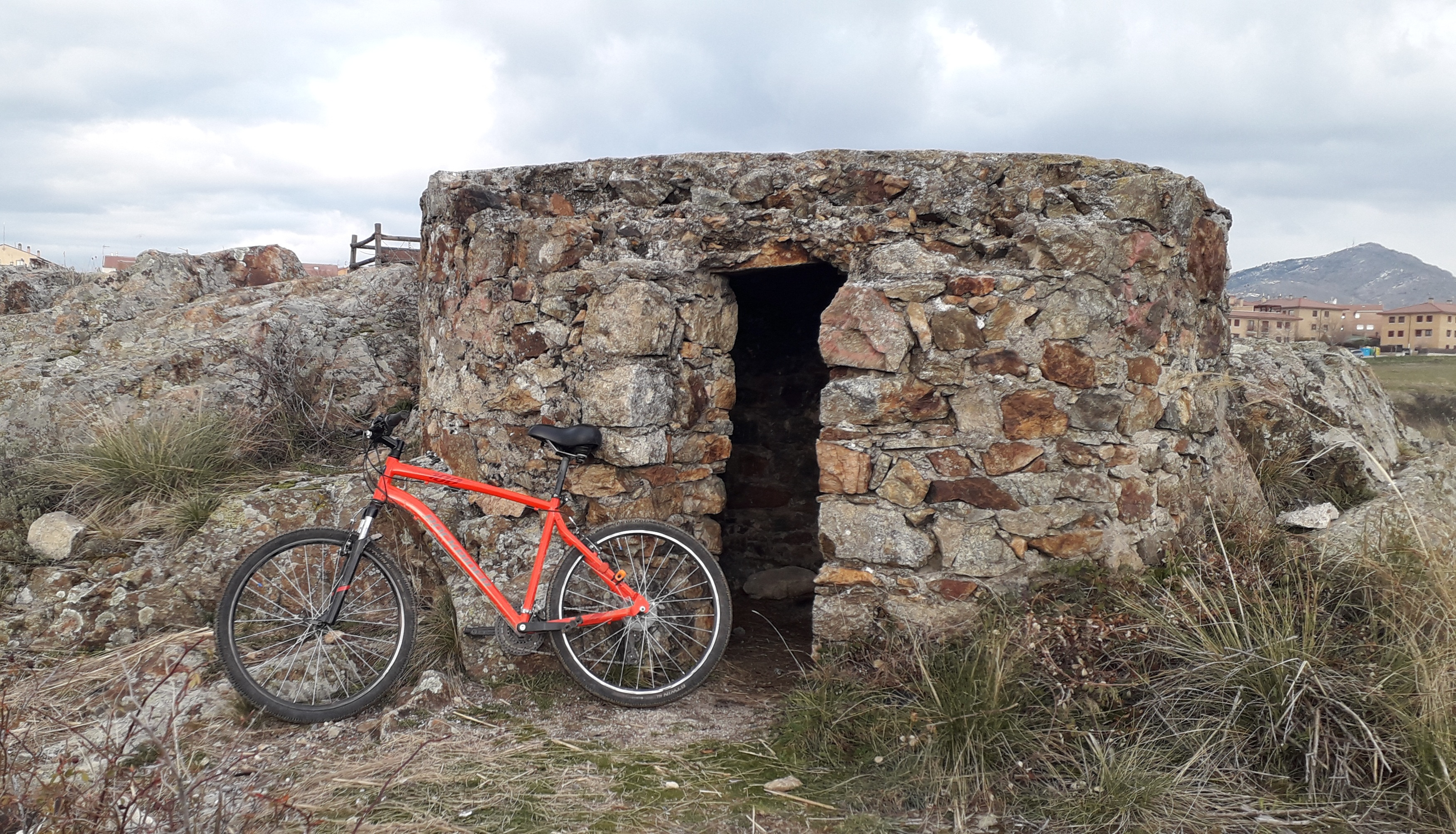
Búnker de Los Barberos, junto al río Eresma

La más famosa de las unidades de milicias que combatieron en la sierra de Guadarrama fue el Quinto Regimiento, organizado por el Partido Comunista de España. Su punto de partida había sido la milicia comunista (MAOC) y el batallón "La Pasionaria" formado en los primeros días del golpe en Madrid. Esta unidad se organizó siguiendo el modelo del Ejército Rojo y contaba con comisarios políticos que debían explicar a los soldados las razones de la lucha y al menos en teoría debían ratificar las órdenes de los jefes militares para que éstas fueran cumplidas. El inspirador de la unidad fue el comunista italiano y agente del Komintern Vittorio Vidali («Carlos Contreras») y su primer jefe fue el joven comunista Enrique Castro Delgado, aunque pronto destacaron como jefes militares los también comunistas Enrique Líster, un antiguo picapedrero que había vivido tres años en Moscú, y Juan Modesto, un ex leñador que había sido uno de los organizadores de la milicia comunista MAOC en 1933. Otro comunista que también destacó en los combates en la sierra, aunque al margen del Quinto Regimiento, fue Valentín González «El Campesino».
La República jugó con la ventaja en la batalla de Guadarrama de la superioridad artillera y aérea, además de la logística que le proporcionaba su proximidad a Madrid, donde en agosto ya había unos 40 000 milicianos encuadrados en columnas de unos 300 hombres cada una, que adoptaron nombres distintivos de tipo revolucionario como «Comuna de París» o «Primero de Octubre» —las unidades más escogidas solían llevar el nombre de «Batallón de Acero»—. Sin embargo, la República no pudo contar con unidades militares regulares con sus mandos y sus dotaciones porque el gobierno republicano de José Giral había decretado la disolución de dichas unidades para atajar la sublevación y dejar a los posibles oficiales rebeldes sin tropa. Además los conflictos entre los jefes milicianos y los militares profesionales fueron constantes, especialmente con las milicias confederales anarquistas.

## Consecuencias

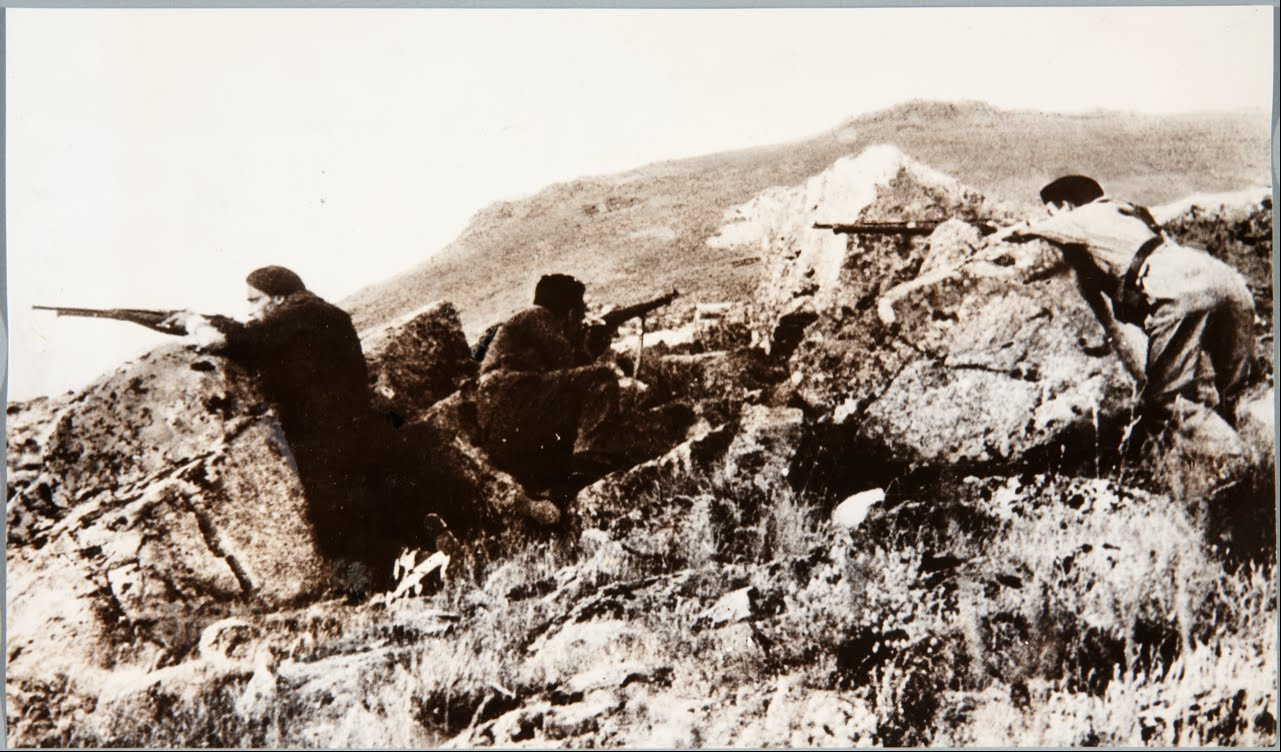
Soldados republicanos defendiendo una posición en el Puerto de Navacerrada, 1936.

Los combates en los Altos del León y en Somosierra fueron feroces y los prisioneros eran fusilados, en ambos bandos.
En cuanto al número de víctimas es muy difícil de calcular porque se desconoce el número de combatientes que salieron para el frente en aquellos días, aunque no murieron más de 5000. En el bando republicano murieron muchos oficiales profesionales, entre ellos los capitanes Condés,Faerna,Fontán Cadarso y González Gil —Condés era, junto al también fallecido Luis Cuenca, uno de los hombres relacionados con el asesinato de José Calvo Sotelo—. El coronel Castillo, que estaba al mando de las fuerzas republicanas en el Alto del León, al parecer fue muerto por sus propios hombres (o quizá se suicidó al conocer que su hijo había caído en combate). En el bando sublevado destaca la muerte del líder falangista Onésimo Redondo, abatido en un encuentro en Labajos por unos milicianos que habían penetrado más allá de las líneas del frente.
A finales de mayo de 1937 los republicanos lanzaron la ofensiva de Segovia, sin embargo el intento no tuvo éxito y en menos de una semana la ofensiva ya había fracasado totalmente. El resto de la guerra el frente se mantuvo estático hasta la Ofensiva final de los sublevados a finales de marzo de 1939 con la que finalizó la guerra con su victoria.